# Seznam francoskih kuharskih mojstrov
Seznam francoskih kuharskih mojstrov.

## B
- Paul Bocuse

## C
- Marie-Antoine Carême
- Chiboust

## D
- Adolf Dugléré
- Urbain Dubois

## E
- Auguste Escoffier

## H
- Victor Hirtzler

## L
- Laguipière

## R
- Charles Ranhofer

## V
- Vatel
- Jean-Georges Vongerichten